# Pallas (1938)
Pallas var en ubåt av Minerve-klass i den franska flottan. Ubåten kölsträcktes på varvet Chantiers et Ateliers Augustin Normand i Le Havre den 19 oktober 1936, sjösattes den 25 augusti 1938, och togs i bruk den 12 juni 1939.
Efter Operation Torch sänktes hon av sin besättning i Oran den 9 november 1942 för att förhindra att hon föll i de allierades händer. Hon bärgades senare av de allierade i början av 1943, men togs inte i drift igen, utan sänktes slutligen 1944.